# Triatlo nos Jogos Mundiais Militares de 2011
As competições de triatlo nos Jogos Mundiais Militares de 2011 serão disputadas no dia 24 de julho. Os eventos serão realizados na Praia de Copacabana
Nos jogos militares deste ano, serão disputadas cinco medalhas de ouro, três a mais do que nos Jogos Olímpicos. Em relação às Olimpíadas, serão disputadas provas por equipes masculina, feminina e mistas.

## Calendário
| Julho   | 15 | 16 | 17 | 18 | 19 | 20 | 21 | 22 | 23 | 24 |
| ------- | -- | -- | -- | -- | -- | -- | -- | -- | -- | -- |
| Triatlo |    |    |    |    |    |    |    |    |    | 5  |

|  | Dia de competição |  | Dia de final |

## Eventos
Masculino
- Individual
- Equipes

Feminino
- Individual
- Equipes

Misto
- Equipes mistas

## Medalhistas
Masculino
| Evento              | Ouro                | Prata                | ' Bronze         |
| Individual detalhes | FRA Pierre Le Corre | FRA Gregory Rounault | ITA Daniel Hofer |
| Equipes detalhes    | França              | Brasil               | Bélgica          |

Feminino
| Evento              | Ouro                 | Prata            | ' Bronze          |
| Individual detalhes | POL Agnieszka Jerzyk | BRA Carla Moreno | POL Maria Cześnik |
| Equipes detalhes    | Polónia              | China            | Brasil            |

Misto
| Evento           | Ouro   | Prata  | ' Bronze |
| Equipes detalhes | França | Brasil | China    |

## Quadro de Medalhas
| Ordem | País    | Medalha de ouro | Medalha de prata | Medalha de bronze | Total |
| ----- | ------- | --------------- | ---------------- | ----------------- | ----- |
| 1     | França  | 3               | 1                |                   | 4     |
| 2     | Polónia | 2               |                  | 1                 | 3     |
| 3     | Brasil  |                 | 3                | 1                 | 4     |
| 4     | China   |                 | 1                | 1                 | 2     |
| 5     | Bélgica |                 |                  | 1                 | 1     |
|       | Itália  |                 |                  | 1                 | 1     |
| TOTAL | TOTAL   | 5               | 5                | 5                 | 15    |